# Austropop
O Austropop é um gênero musical da Áustria. Suas origens remontam a década de 1960.
O Austropop engloba vários estilos musicais, como: o pop, rock, e elementos tradicionais como o Iodelei.

## Artistas
- Wolfgang Ambros
- Georg Danzer
- Rainhard Fendrich
- DÖF
- Waterloo & Robinson
- Marianne Mendt
- The Madcaps
- Hubert von Goisern
- S.T.S.
- Ganymed
- Falco
- Erste Allgemeine Verunsicherung (EAV).
- Christina Stürmer
- Luttenberger*Klug
- Andreas Gabalier
- SheSays
- Mondscheiner
- Shiver
- Global Deejays
- Madita
- Ludwig Hirsch